# The Running Fight
The Running Fight è un film muto del 1915 diretto da James Durkin. La sceneggiatura di Louis Albion e David Perkins si basa sull'omonimo romanzo di William Hamilton Osborne pubblicato a New York nel 1910. Secondo fonti recenti, oltre che al romanzo, il film si ispira anche all'omonimo lavoro teatrale degli stessi Albion e Perkins.

## Trama
Il banchiere Peter V. Wilkinson, dopo aver intestato segretamente dei depositi a nome di sua figlia Leslie, fa fallire deliberatamente la sua compagnia. Deciso a farlo fuori, Giles Illingsworth, il vicepresidente della società fallita, fa irruzione nella villa di Wilkinson cercando di sparargli, ma la figlia del banchiere riesce a placare la sua rabbia. Chi riesce quasi a ucciderlo è, invece, Madeline Braine, sua ex amante che adesso è fidanzata con Illingsworth. La donna gli spara, ma il segretario di Wilkinson gli fa scudo con il suo corpo, restando ucciso lui. Madeline, in preda allo shock, diventa pazza e, al suo posto, viene arrestato Illingsworth, che tutti pensano sia l'assassino. Intanto Wilkinson tenta di corrompere vanamente il giudice e la giuria che devono giudicare il suo caso; si adopera, allora, per far eleggere governatore il fidanzato della figlia, Eliot Beekman, pensando così di poterlo manovrare. Beekman, appena insediato, grazia Illingsworth, che era stato condannato a morte, ma non interviene a favore del futuro suocero e Leslie, allora, lo denuncia. Wilkinson, per sottrarsi al carcere, finge un falso suicidio, riuscendo a fuggire. Dopo che Beekman, insieme a Leslie, sente Wilkinson corrompere un detective, costringe il banchiere a restituire il denaro sottratto per poi concedergli la grazia.

## Produzione
Il film fu la prima produzione della Pre-Eminent Films.

## Distribuzione
Distribuito dalla Paramount Pictures, il film uscì nelle sale cinematografiche statunitensi il 15 luglio 1915. Il copyright del film, richiesto dalla Pre-Eminent Films, Ltd., fu registrato il 17 luglio 1915 con il numero LU5846.
Prima di essere distribuito, la lunghezza del film fu ridotta da sei a cinque rulli.
Copia completa della pellicola si trova conservata negli archivi della Library of Congress di Washington.